# Clatrodes squaleralis
Clatrodes squaleralis är en fjärilsart som beskrevs av Antoine Fortuné Marion och Pierre E.L. Viette 1953. Clatrodes squaleralis ingår i släktet Clatrodes och familjen Crambidae. Inga underarter finns listade i Catalogue of Life.